# Admesturius
Admesturius es un género de arañas araneomorfas de la familia Salticidae. Se encuentra en Argentina y Chile.

## Lista de especies
Según The World Spider Catalog 12.5::
- Admesturius bitaeniatus (Simon, 1901)
- Admesturius schajovskoyi Galiano, 1988